# Elektro-encefalografie
Elektro-encefalografie (eeg) is een methode om de elektrische activiteit van de hersenen te meten. Het is een non-invasieve ingreep, waarbij de elektroden doorgaans op de hoofdhuid worden geplakt. EEG meet potentiaalverschillen die ontstaan door de ionenstroom in de zenuwcellen van de hersenen. In de kliniek wordt er met een eeg gekeken naar spontane elektrische activiteit in de hersenen gedurende een bepaalde tijd, gemeten door meerdere elektroden die op het hoofd worden geplaatst. Meestal zijn dit er ongeveer 20 en zijn ze bevestigd in een soort muts. Een standaardsysteem om deze elektroden op de scalp te bevestigen is het zogeheten 10-20-systeem. Om goed contact te kunnen maken met de hoofdhuid wordt tussen de elektroden en de huid een geleidende contactvloeistof aangebracht. 
EEG wordt vaak gebruikt voor diagnostiek en hiervoor wordt gekeken naar event-related potentials en het frequentiespectrum. Event-related potentials treden op na de aanbieding van een stimulus of voor het uitvoeren van een handeling, zoals het drukken op een knop. In het frequentiespectrum wordt gekeken naar neuronale oscillatie, oftewel hersengolven.
Eeg wordt het vaakst gebruikt om epilepsie te diagnosticeren, omdat het eeg daarbij afwijkend is. Daarnaast wordt het gebruikt voor het diagnosticeren van slaapstoornissen en ernst van coma, encefalopathieën en hersendood. Eerder was eeg ook de eerste keuze voor het helpen vaststellen van hersentumoren, beroertes en andere gelokaliseerde afwijkingen, maar sinds de komst van beeldvormingstechnieken met een hoge resolutie, zoals magnetic resonance imaging (MRI) en computertomografie (CT) is het gebruik van eeg hiervoor afgenomen.
De apparaten waarmee eeg's gemaakt worden, vallen onder de medische hulpmiddelen.

## Geschiedenis

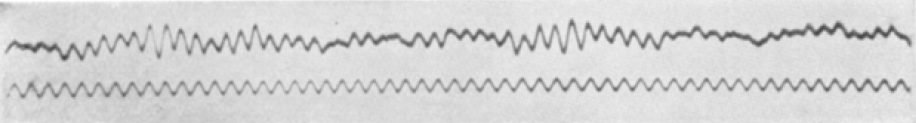
De eerste menselijke eeg-opname, gemaakt door Hans Berger in 1924. De bovenste lijn is het eeg en de onderste is een timingsignaal van 10 Hz.

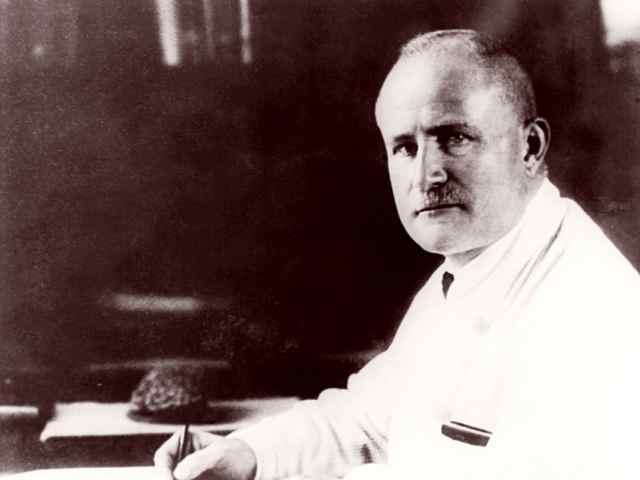
Hans Berger

In 1875 presenteerde dokter Richard Caton uit Liverpool zijn bevindingen over elektrische fenomenen in de hersenen van konijnen en apen in de British Medical Journal. In 1890 publiceerde fysioloog Adolf Beck over zijn onderzoek naar spontane elektrische activiteit in de hersenen van konijnen en honden, waaronder ritmische golven die veranderden in reactie op licht. Beck ging verder met experimenten waarbij de elektrische hersenactiviteit werd gemeten door elektroden direct op het hersenweefsel te plaatsen. Dankzij zijn bevindingen werd het bestaan van hersengolven vastgesteld.
In 1912 publiceerde de Russische fysioloog Vladimir Vladimirovich Pravdich-Neminsky het eerste dierlijke eeg en het opgeroepen potentiaal in een zoogdier (een hond).
De Duitse fysioloog en psychiater Hans Berger (1873–1941) nam in 1924 het eerste eeg bij een mens af. Berger ontwikkelde ook het elektro-encefalogram (het apparaat om eeg's mee te maken).
In 1934 werden de eerste epileptiforme pieken geregistreerd en in 1935 werden interictale piekgolven en het drie-cycli-per-seconde-patroon van klinische "petit mal"-aanvallen beschreven. Vanaf dit moment werd het eeg klinisch steeds meer gebruikt.

## Mechanismen
De gemeten spanning is bijzonder klein (ca. 100 µV) ten opzichte van de eveneens aanwezige stoorvelden van het lichtnet (1-10 V), het elektrocardiogram (ca. 1 mV) en elektromyogrammen van spiercontracties elders in het lichaam.
Een eeg-signaal wordt weergegeven als een aantal grafieken, waarin de gemeten spanning op de verticale as staat en de tijd op de horizontale as. Het uiterlijk van deze grafiek kan informatie geven over de staat waarin de hersenen zich bevinden, bijvoorbeeld of men slaapt, opgewonden of juist ontspannen is.

## Gebruik in onderzoek
Elektro-encefalografie wordt ook veel gebruikt als onderzoeksmethode binnen de cognitieve neurowetenschappen. Er wordt dan vaak gebruikgemaakt van zogenaamde event-related potentials (ERP's). Hierbij wordt een proefpersoon herhaaldelijk blootgesteld aan een bepaald type stimulus (bijvoorbeeld een toon), terwijl er een eeg wordt gemaakt. Van de eeg-signalen wordt dan het gemiddelde berekend, zodat een weergave van alleen de hersenenactiviteit naar aanleiding van de stimulus overblijft. Men kan zo de reactie van het brein op verschillende typen stimuli met elkaar vergelijken.
Een nieuwe ontwikkeling is het oor-eeg, waarbij de elektrische signalen van de hersenen niet via de schedel maar een plug in het oor worden gemeten. Deze toepassing lijkt vooral geschikt voor ambulante meting van stoornissen in hersenactiviteit zoals bij epilepsie of ernstige vermoeidheid (microslaap) kunnen optreden.

## Normale activiteit

Een seconde van het eeg-signaal

Het eeg wordt doorgaans beschreven in (1) ritmische activiteit en (2) passerende verschijnselen. De ritmische activiteit wordt onderverdeeld in verschillende banden, gebaseerd op frequentie. De frequentiebanden worden met speciale software uit de eeg -opname gehaald. Het verwerken van een eeg op de computer wordt kwantitatieve elektro-encefalografie (QEEG) genoemd.
Het grootste deel van het hersensignaal dat in de hoofdhuid kan worden gemeten valt tussen de 1 en de 20 Hz. Activiteit die hier buiten valt is meestal afkomstig van artefacten, zoals spieractiviteit. De golflengten worden opgedeeld in banden met de namen alfa, bèta, thèta en delta.
| Band  | Frequentie (Hz) | Locatie                                                                                      | Komt normaal voor bij | Pathologie |
| ----- | --------------- | -------------------------------------------------------------------------------------------- | --- | --- |
| Delta | < 4             | Frontaal in volwassenen, posterieur in kinderen; golven met hoge amplitude                   | - Non-remslaap bij volwassenen - Baby's - Gezien bij sommige taken met volgehouden aandacht | - Subcorticale laesies - Diffuse laesies - Metabolische encefalopathie - Hydrocefalus - Diepe midlinelaesies |
| Thèta | 4–7             | Gevonden in locaties die niet zijn gerelateerd aan de taak die iemand uitvoert               | - Komen vaker voor bij jonge kinderen - Slaperigheid in volwassenen en tieners - Doezel - Gezien wanneer iemand actief een reactie probeert te onderdrukken                                                 | - Focale subcorticale laesies - Metabolische encefalopathie - Diepe midlinestoornissen - Sommige gevallen van hydrocefalus |
| Alfa  | 8–13            | Posterieure regio's, beiderzijds, hogere amplitudes in de dominante helft; centraal bij rust | - Ontspanning - Sluiten van de ogen - Ook geassocieerd met inhibitiecontrole | - coma |
| Bèta  | 14–31           | Beiderzijds, symmetrisch verspreid, vooral frontaal; lage amplitude                          | - Actief denken - Concentratie - Angst - Hoge alertheid | - Benzodiazepinen - Dup15q-syndroom |
| Gamma | > 32            | Somatosensibele schors                                                                       | - Treedt op bij waarneming waarbij twee verschillende zintuigen worden gecombineerd (bijvoorbeeld zicht en geluid). - Ook gezien bij het matchen van herkende voorwerpen, geluiden of tactiele waarnemingen | - Een afname in de gamma-band kan worden geassocieerd met cognitieve achteruitgang, met name wanneer er meer thèta-activiteit optreedt. Hier is echter nog niet van bewezen dat het in de kliniek als diagnostisch criterium kan worden gebruikt. |
| Mu    | 8–12            | Sensorisch-motorische schors                                                                 | - Motorische neuronen in rusttoestand | - Onderdrukking van de mu-band kan betekenen dat de spiegelneuronen werken. Beperkingen in deze indrukking (en dus in de spiegelneuronen) spelen mogelijk een rol bij autisme.                                                                    |